# Stocznia Szczecinska B-80
Stocznia Szczecinska B-80 war eine Klasse von frachttragenden Schulschiffen der polnischen Werft Stocznia Szczecińska im. Adolfa Warskiego aus Stettin. Von 1969 bis 1977 wurden 13 Schiffe für sowjetische, polnische, bulgarische und rumänische Reedereien gebaut.

## Bau und technische Daten
Auf Anforderung der sowjetischen Handelsmarine hatte die polnische Werft Stocznia Szczecińska im. Adolfa Warskiego Ende der 1960er Jahre den Entwurf für den Export in die Sowjetunion vorgelegt. Der Typ sollte der praxisnahen Offiziers-Ausbildung dienen und war zugleich als Frachtschiff vorgesehen. Neun Schiffe gingen in die Sowjetunion, wo sie die Namen von Professoren erhielten. Nach dem Typschiff wurde sie auch als „Professor Shchegolev-Klasse“ oder verkürzt als „Professoren-Klasse“ bezeichnet. Da sich der Typ als erfolgreich erwies, folgten weitere zwei Schiffe für Polen sowie je ein Schiff für Rumänien und Bulgarien. Nur die DDR übernahm den Typ nicht, da sie die Ausbildung auf großen Kombifrachtern betrieb. Aufgrund der Weiterentwicklung während des Baus wurde die Serie in sechs Baureihen unterteilt, die sich vor allem durch verschiedene Motoren, aber auch unterschiedliche Kapazitäten für Kadetten unterschieden.
Der Grundtyp der Klasse B-80 entsprach einem Kombischiff. Die Schiffe waren 122,1 Meter lang, 17,0 Meter breit und wiesen einen Tiefgang von 7,4 Metern auf. Die Vermessung betrug 5975 BRT und 2327 NRT bei einer Tragfähigkeit von 5510 tdw. Der Antrieb bestand aus einem Dieselmotor unterschiedlicher Modelle, so der im Werk Jugoturbina in Karlovac in Lizenz hergestellte CCM-Sulzer-Modell „6RD56“, das bei Cegielski in Lizenz hergestellte Sulzer-Modell „5RD68“ und das polnische Modell „7D55“. Der 5500 PS leistende Zweitakter wirkte auf eine Schraube. Das Schiff erreichte eine Geschwindigkeit von bis zu 16,0 Knoten und hatte eine Reichweite von rund 8000 Seemeilen. Für den Frachttransport lagen zwei der Laderäume vor der Brücke und ein kleinerer hinter dem Wohn- und Unterrichtsbereich am Heck. Sie hatten zusammen ein Ballenvolumen von 5194 Kubikmetern und ein Schüttgutvolumen von 5553 Kubikmetern. Der Tiefkühladeraum war auf eine Temperatur von −18 Grad Celsius ausgelegt und hatte eine Größe von 312 Kubikmeter.

## Schulschiff-Ausstattung
Für die Offiziersausbildung der Handelsmarinen wurde beim Bau der Schiffe Wert auf die damals modernste Ausrüstung gelegt, aber auch das praktische Erlernen von Fähigkeiten durch die Kadetten. Neben der Besatzung von 48 Mann boten die Schiffe Platz für 15 Dozenten und 112 Kadetten, insgesamt rund 170 Personen. Lediglich die rumänische Neptun war für 180 Personen ausgelegt.
Als Schulschiffe wurden wichtige Geräte wie Maschinenleitstände oder Radargeräte doppelt eingebaut. Neben den für die Schiffsführung benötigten Geräten konnten die Schüler an Simultangeräten ohne Auswirkungen auf den tatsächlichen Betrieb die Technik bedienen lernen. Zur Ausstattung gehörten damals moderne Geräte wie ein Satellitennavigationssystem, Funkortungsanlagen, ein automatisierter Maschinenraum, ein Kraftwerk und weitere Geräte. Sie konnten auf einer doppelten Brücke sowie in einer Navigationskabine für den Unterricht genutzt werden. Für die praktische Ausbildung verfügten die Schiffe über ein umfangreiches Ladegeschirr: Es bestand aus zwei leichten Ladebäumen mit einer Tragfähigkeit von 5 Tonnen, einem weiteren mit einer Tragfähigkeit von 10 Tonnen sowie einen Schwerlastbaum von 30 Tonnen und am Heck einem Ladekran von 5 Tonnen. Mit dem Frachttransport verdienten die Schiffe Geld und gaben den Schülern gleichzeitig die Möglichkeit, Stauerei und Laden zu üben.

## Die Schiffe
| Bauname                 | Baunummer    | IMO-Nummer | Ablieferung       | Betreiber / Ausbilder                                                                         | Umbenennungen und Verbleib                                                     |
| ----------------------- | ------------ | ---------- | ----------------- | --------------------------------------------------------------------------------------------- | ------------------------------------------------------------------------------ |
| Professor Shchegolev    | B80-I / 01   | 7024445    | 20. Juli 1970     | Baltic Shipping Company / Staatliche Makarow-Universität der Meer- und Flussflotte, Leningrad | als Kreta ab Mai 2007 in Aliağa abgewrackt.                                    |
| Professor Kudrevich     | B80-I / 02   | 7024433    | 27. Oktober 1970  | Black Sea Shipping / Staatliche Marineuniversität Odessa, Odessa                              | 1992 an Ukraine, November 1997 in Mumbai abgewrackt.                           |
| Professor Juschtschenko | B80-II / 03  | 7034294    | 31. Dezember 1970 | Far Eastern Shipping Company / Staatliche Seefahrtsuniversität, Wladiwostok                   | September 1997 in Kalkutta abgewrackt.                                         |
| Professor Anichkov      | B80-II / 04  | 7053032    | 1974              | Black Sea Shipping / Staatliche Marineuniversität Odessa                                      | 1992 an Ukraine, Februar 2000 als Ani in Mumbai abgewrackt.                    |
| Professor Rybaltovsky   | B80-III / 05 | 7102431    | 30. Juni 1971     | Baltic Shipping Company / Staatliche Makarow-Universität der Meer- und Flussflotte, Leningrad | September 2002 in Aliağa abgewrackt.                                           |
| Professor Minyaev       | B80-III / 06 | 7212078    | 11. März 1972     | Black Sea Shipping / Staatliche Marineuniversität Odessa                                      | 1992 an Ukraine, 2004 außer Betrieb(?), 2017 als Heilige Olga noch vorhanden.  |
| Professor Ukhov         | B80-III / 07 | 7226249    | 15. August 1972   | Baltic Shipping Company / Staatliche Makarow-Universität der Meer- und Flussflotte, Leningrad | 1995 in Alang abgewrackt                                                       |
| Professor Khlyustin     | B80-III / 08 | 7230288    | 31. Januar 1973   | Far Eastern Shipping Company / Staatliche Seefahrtsuniversität, Wladiwostok                   | weiterhin in Betrieb                                                           |
| Professor Pavlenko      | B80-III /09  | >          | 29. Juni 1973     | Black Sea Shipping / Staatliche Marineuniversität Odessa                                      | Mai 2000 in Chittagong abgewrackt                                              |
| Antoni Garnuszewski     | B80-V /10    | 7362653    | 30. Juni 1974     | Polskie Linie Oceaniczne / Seefahrt-Universität Gdynia                                        | 1989 chin. Zhe Ying der China Ocean Shipping Co., 1998 in Kalkutta abgewrackt. |
| Kapitan Ledochowski     | B80-V /11    | 7384742    | 28. Februar 1975  | Polska Żegluga Morska / Seefahrts-Universität Stettin                                         | 1988 panam Zheng He, 1999 chin. Yu Ying, Verbleib unklar                       |
| Nikola Vaptsarov        | B80-VI / 12  | 7500827    | 18. Juni 1976     | Navigation Maritime Bulgare / Marineakademie Warna                                            | Oktober 2003 in Aliağa abgewrackt                                              |
| Neptun                  | B80-VII / 13 | 7500815    | 1976              | Navrom / Marineuniversität Constanța                                                          | Juli 2003 in Aliağa abgewrackt. .                                              |